# Feldtaube (Haustaube)
Die Feldtaube gilt als erste Rasse der Haustaube. Feldtauben sind direkte Nachkommen gezähmter Felsentauben. Ihr Aussehen unterscheidet sich kaum von dem gewöhnlicher Stadttauben. 
Feldtauben waren scheue, flüchtige Tiere, die im Altertum in Italien, Frankreich, Spanien und Nordafrika zu Tausenden in Taubentürmen gehalten wurden und ihre Nahrung auf dem Feld suchen mussten (→ Feldern). Sie kehrten stets in ihre Taubentürme zurück, die bis zu viertausend Tiere beherbergen konnten. Ihre Haltung diente nicht nur der Fleischerzeugung, sondern auch der Gewinnung ihres Dunges. Taubendung war ein wertvoller Rohstoff und wurde zum Gerben von Leder und der Ertragssteigerung auf Feldern genutzt. 
Feldtauben unterscheiden sich nach Schütte vom deutschen Feldflüchter, der direkt von ersten gezähmten Tauben abstammt. Vogel trifft diese Unterscheidung zwischen Feldtaube und Feldflüchter nicht. 